# Liste der Biografien/Bril
Liste der Biografien |
Portal Biografien |
Personensuche
# |
A |
B |
C |
D |
E |
F |
G |
H |
I |
J |
K |
L |
M |
N |
O |
P |
Q |
R |
S |
T |
U |
V |
W |
X |
Y |
Z |
?
 
Ba |
Be |
Bd |
Bg |
Bh |
Bi |
Bj |
Bl |
Bm |
Bn |
Bo |
Br |
Bs |
Bu |
Bw |
By |
Bz
 
Bra |
Brc |
Brd |
Bre |
Brg |
Bri |
Brj |
Brk |
Brl |
Brn |
Bro |
Brp–Brt |
Bru |
Brv |
Bry |
Brz
 
Bria |
Brib |
Bric |
Brid |
Brie |
Brif |
Brig |
Brij |
Brik |
Bril |
Brim |
Brin |
Brio |
Briq |
Brir |
Bris |
Brit |
Briv |
Briw |
Brix |
Briz
Die Liste der Biografien führt alle Personen auf, die in der deutschsprachigen Wikipedia einen Artikel haben. Dieses ist eine Teilliste mit 84 Einträgen von Personen, deren Namen mit den Buchstaben „Bril“ beginnt.

## Bril
- Bril, Artur (* 1992), deutscher Boxer
- Bril, Ben (1912–2003), niederländischer Boxer
- Bril, Denis (* 2004), deutscher Boxer
- Bril, Grzegorz (* 1986), polnischer Biathlet
- Bril, Igor Michailowitsch (* 1944), russischer Jazzpianist und Komponist
- Bril, Isabelle, französische Sprachwissenschaftlerin
- Bril, Mathijs († 1583), flämischer Maler und Zeichner
- Bril, Paul († 1626), flämischer Landschaftsmaler
- Bril, Stefania (1922–1992), jüdische polnisch-brasilianische Chemikerin, Fotografin, Journalistin und Kunstkritikerin

### Brila
- Brilando, Frank (1925–2019), US-amerikanischer Radrennfahrer

### Brile
- Briley, Anthony Ray (* 1958), US-amerikanischer Serienmörder
- Briley, David (* 1964), amerikanischer Politiker (Demokratische Partei)
- Briley, James Dyral (1956–1985), US-amerikanischer Serienmörder
- Briley, John (1925–2019), US-amerikanischer Drehbuchautor und Filmproduzent
- Briley, Linwood Earl (1954–1984), US-amerikanischer Serienmörder

### Brilh
- Brilhante da Costa, Alfredo (1904–1980), brasilianischer Fußballspieler
- Brilhante, Gabriel (* 2002), brasilianischer Fußballspieler

### Brili
- Briling, Nikolai Romanowitsch (1876–1961), russisch-sowjetischer Maschinenbauingenieur und Hochschullehrer
- Brilioth, Helge (1931–1998), schwedischer Opernsänger (Tenor)
- Brilioth, Lars-Olof (1926–2015), schwedischer Diplomat, Botschafter in Ägypten und im Irak
- Brilioth, Yngve Torgny (1891–1959), schwedischer lutherischer Theologe

### Brilk
- Brilka, Carsten (* 1967), deutscher Fußballspieler

### Brill
- Brill, Abraham (1874–1948), US-amerikanischer Psychiater und Psychoanalytiker österreichischer HerkunftAbraham Brill (1874–1948)

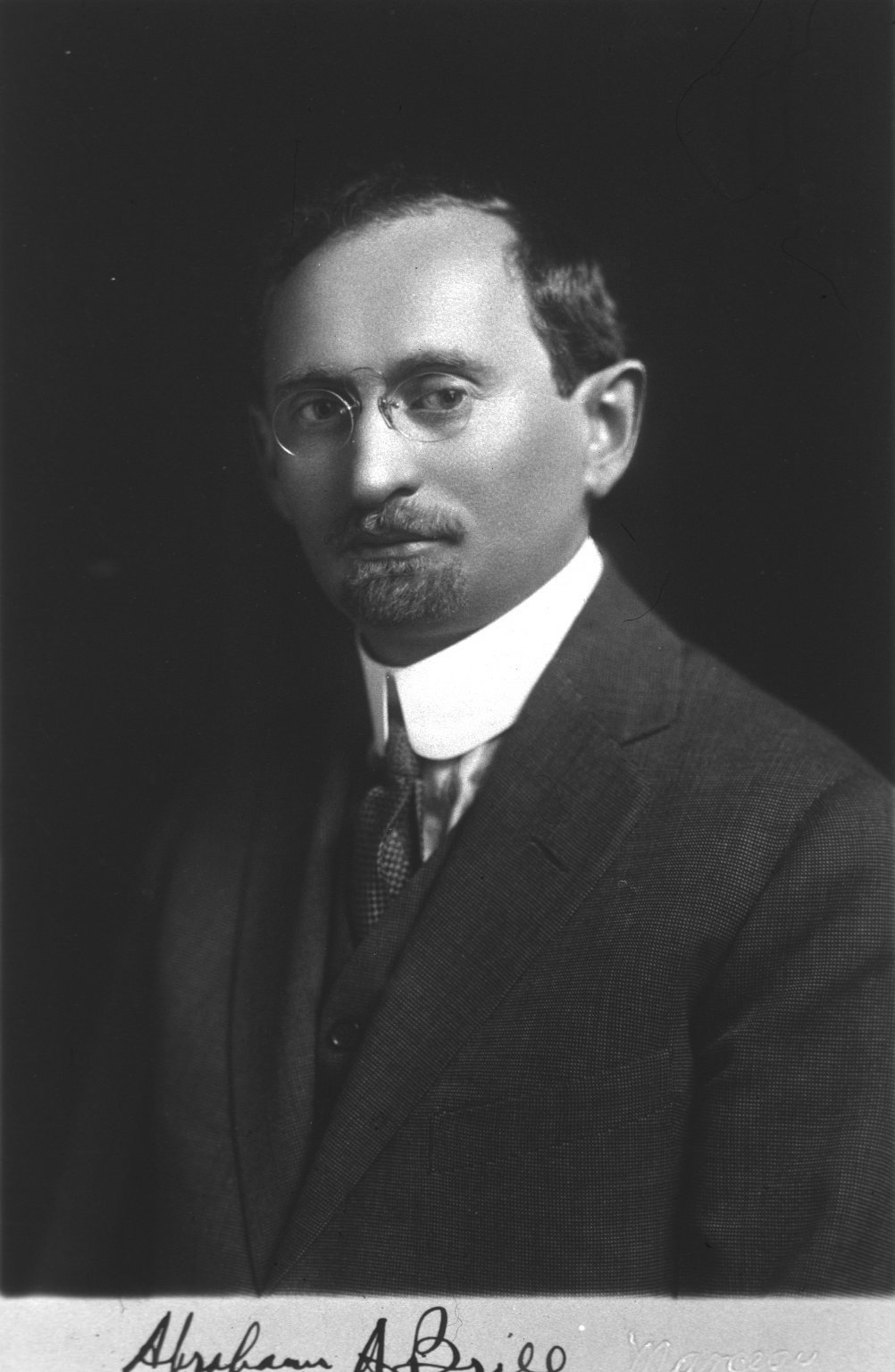
Abraham Brill (1874–1948)

- Brill, Alexander von (1842–1935), deutscher Mathematiker
- Brill, Alice (1920–2013), deutschbrasilianische Fotografin, Malerin und Autorin
- Brill, Arthur (1883–1956), deutscher Politiker (SPD); SPD-Vorsitzende in Danzig (1921–1936) und Volkstagsabgeordneter
- Brill, August Christian (1879–1964), deutscher Maschinenbauingenieur
- Brill, Carla (1906–1994), deutsche Bildhauerin, Malerin und Zeichnerin
- Brill, Debbie (* 1953), kanadische Hochspringerin
- Brill, Dunja, deutsche Medien- und Kulturwissenschaftlerin
- Brill, Eduard (1877–1968), deutscher Architekt und Kunstgewerbler
- Brill, Erich (1895–1942), deutscher Maler und Opfer des Holocaust
- Brill, Ernst Heinrich (1892–1945), deutscher Dermatologe und Professor an der Universität Rostock
- Brill, Franz (1901–1970), deutscher Wirtschaftshistoriker, Direktor des Kölnischen Stadtmuseums
- Brill, Fritz (1904–1997), deutscher Fotograf
- Brill, Gustav Franz Viktor (1853–1926), deutscher Arzt und Abgeordneter des Provinziallandtages der Provinz Hessen-Nassau
- Brill, Heinz (* 1940), deutscher Politikwissenschaftler
- Brill, Hermann (1895–1959), deutscher Politiker (USPD, SPD), MdR, MdB, Widerstandskämpfer gegen den NationalsozialismusHermann Brill (1895–1959)

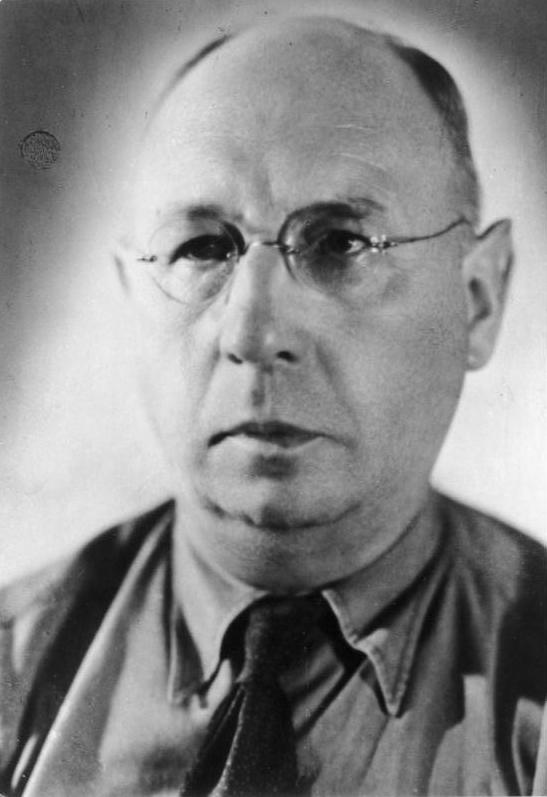
Hermann Brill (1895–1959)

- Brill, Jan F. (* 1991), deutscher Jazzmusiker (Schlagzeug)
- Brill, Johann Georg (1817–1888), deutsch-amerikanischer Ingenieur und Unternehmer
- Brill, Julius (1816–1882), Mitglied der preußischen Nationalversammlung
- Brill, Jürgen (* 1966), saarländischer Comedian, Sänger, Entertainer und Schauspieler
- Brill, Justin (* 1903), deutscher Beamter und Volkswirt
- Brill, Karl-Friedrich (1898–1943), deutscher Maschinenbauingenieur und Fregattenkapitän der Reserve der Kriegsmarine
- Brill, Klaus (* 1949), deutscher Journalist
- Brill, Leonie (* 1997), deutsche Schauspielerin
- Brill, Lotte (* 1907), deutsche Kostüm- und Bühnenbildnerin
- Brill, Ludwig (1838–1886), deutscher Lehrer und Dichter
- Brill, Marte (1894–1969), deutschbrasilianische Schriftstellerin und Journalistin
- Brill, Otto (1881–1954), österreichischer Chemiker, Industrieller und Kunstsammler
- Brill, Otto (1884–1934), deutscher Rechtsanwalt und Landtagsabgeordneter
- Brill, Rudolf (1899–1989), deutscher Chemiker und Hochschullehrer
- Brill, Shirley (* 1982), israelische Klarinettistin
- Brill, Steven (* 1962), US-amerikanischer Filmregisseur, Schauspieler und Drehbuchautor
- Brill, Thomas (* 1957), deutscher Jazzmusiker
- Brill, Will (* 1986), US-amerikanischer Schauspieler
- Brill, Willem Gerard (1811–1896), niederländischer Niederlandist, Romanist, Anglist und Historiker
- Brill, Yvonne (1924–2013), US-amerikanische Raketentechnikerin kanadischer Herkunft
- Brillant, Dany (* 1965), französischer Sänger
- Brillant, Marie-Jeanne (1724–1767), französische Schauspielerin
- Brillante, Joshua (* 1993), australischer Fußballspieler
- Brillantes, Luisito Bagaygay (* 1976), philippinischer Fußballspieler
- Brillat, Bernd (* 1951), deutscher Fußballspieler
- Brillat, Daniel (* 1945), französischer Autorennfahrer
- Brillat-Savarin, Jean Anthelme (1755–1826), französischer Schriftsteller und GastronomiekritikerJean Anthelme Brillat-Savarin (1755–1826)

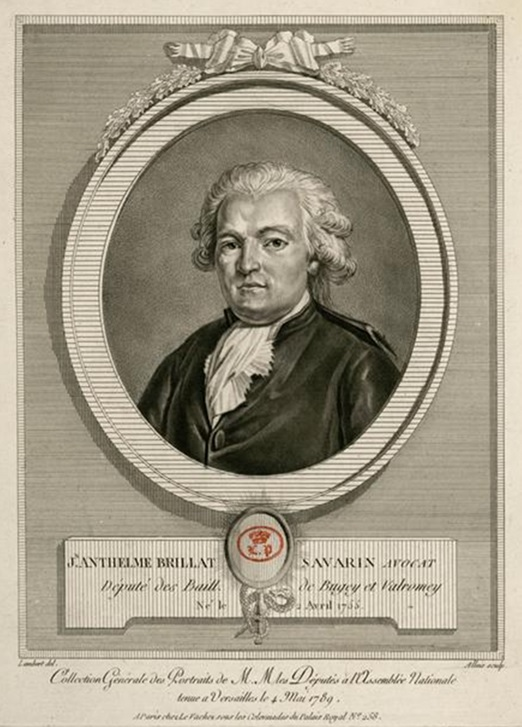
Jean Anthelme Brillat-Savarin (1755–1826)

- Brillault, Ashlie (* 1987), US-amerikanisches Model und Filmschauspielerin
- Brilleaux, Lee (1952–1994), südafrikanisch-englischer Sänger
- Brillet, Alain (* 1947), französischer Physiker
- Brillhart, John (1930–2022), US-amerikanischer Mathematiker
- Brilli, Nancy (* 1964), italienische Schauspielerin
- Brilli-Peri, Gastone (1893–1930), italienischer Rad-, Motorrad- und Autorennfahrer
- Brilliant, Dora († 1907), russische Revolutionärin
- Brilliant, Larry (* 1944), US-amerikanischer Epidemiologe, Technologe, Philanthrop und Autor
- Brilling, Bernhard (1906–1987), deutscher Rabbiner und Historiker
- Brillinger, Jeff, US-amerikanischer Jazzmusiker
- Brillmacher, Peter Michael (1542–1595), deutscher Jesuit
- Brillouin, Léon (1889–1969), französisch-amerikanischer PhysikerLéon Brillouin (1889–1969)

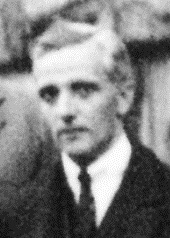
Léon Brillouin (1889–1969)

- Brillouin, Marcel (1854–1948), französischer Physiker
- Brillowska, Mariola (* 1961), deutsche Künstlerin, Schriftstellerin und Autorenfilmerin
- Brillowski, Anton (* 1799), Philologe und Gymnasiallehrer in Ostpreußen
- Brillstein, Bernie (1931–2008), US-amerikanischer Film- und Fernsehproduzent

### Brilm
- Brilmayer, Benedikt, deutscher Musikwissenschaftler
- Brilmayer, Karl Johann (1843–1905), deutscher katholischer Geistlicher, Autor und rheinhessischer Heimatkundler
- Brilmayer, Ludwig (* 1892), deutscher Wirtschaftsführer